# Свято-Хрестовоздвиженський кафедральний собор (Житомир)
Хрестовоздвиженська церква (Житомир) у візантійському стилі побудована на Замковій горі в 19 столітті і знаходиться в самому центрі Житомира. Але вона була закрита радянською владою десь в 1930 -і роки. Після того, як церква була передана обласному краєзнавчому музею, в ній розмістилася експозиція музею природи, геологічна колекція якого була заснована волинським губернатором Чертковим. 8 вересня 2011 року, рішенням депутатів обласної ради, приміщення Хрестовоздвиженської церкви було передано Українській православній церкві Московського патріархату (УПЦ МП). Пам'ятка архітектури місцевого значення.

## Історична довідка
У найдавнішій частині Житомира — на Замковій горі розташований величний Хрестовоздвиженський храм. Побудований він у 1900 році на місці дерев’яної церкви, спорудженої ще в XVII столітті. З часом дерев’яна будівля старіла, і в кінці XIX ст. з ініціативи настоятеля протоієрея Олександра Селецького почався збір пожертвувань на будівництво нового кам’яного храму. В силу бідності парафіян вдалося зібрати трохи більше 3000 рублів, що було явно недостатньо. І тоді на допомогу прийшов Священний синод Російської православної церкви, який виділив на будівництво 62890 рублів. Хрестовоздвиженська церква була побудована за проектом член-кореспондента Петербурзької спілки архітекторів професора архітектури Арнольда Карловича Єнша.
Згідно з архівними матеріалами, будівля була закладена в 1897 році. Будівництво було закінчене в 1900 році. 10 грудня 1900 при зібранні безлічі городян новий храм був освячений Високопреосвященнішим Модестом (Стрільбицьким), архієпископом Волинським і Житомирським.

Доля храму була важкою. У 1918 році настоятелем храму став священик Олександр Понікаров, який симпатизував обновленцям. Обновленство – це рух у Російській Православній Церкві, що виник після лютневої революції 1917 року. Воно декларувало мету «оновлення церкви»: демократизацію управління і модернізацію богослужіння і виступало проти керівництва Церквою патріархом Тихоном, заявляючи про повну підтримку нового протибожного режиму і перетворень, що проводяться ним. З 1922 по 1927 рік рух був єдиною «православною церковною організацією», що офіційно визнавалася державною владою СРСР. Приміщення Хрестовоздвиженської церкви було відібрано у православної громади в 30-х роках минулого століття.

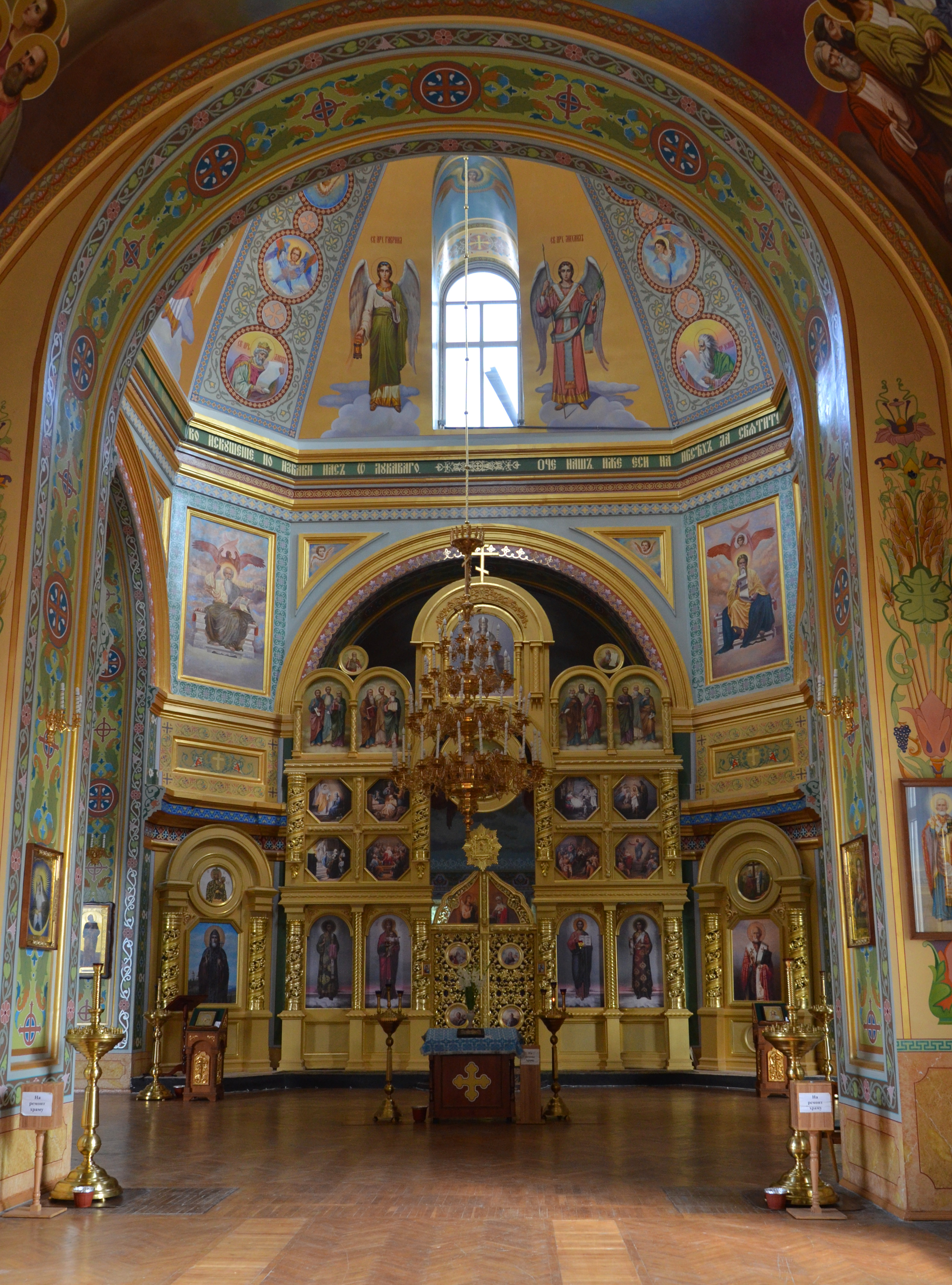
Хрестовоздвиженська Церква, Житомир, інтер'єр

У 1942 році у Хрестовоздвиженському храмі поновилися богослужіння — знов освятив храм канонічний єпископ РПЦ Леонтій (Філіпович). Але в липні 1943 року німецька окупаційна влада передала його Українській автокефальній православній церкві (УАПЦ).
Незадовго до звільнення Житомира (це відбулося 30 грудня 1943 року) автокефалісти припинили свої богослужіння і в перших числах січня 1944 року храм повертається попередньому власнику — Російській Православній Церкві. Але в тому ж 1944 році храм закривають, майно і предмети релігійного культу передаються Спасо-Преображенському кафедральному собору, а будівлю передають в розпорядження міської ради, яка вирішує розмістити в ньому галантерейну базу.

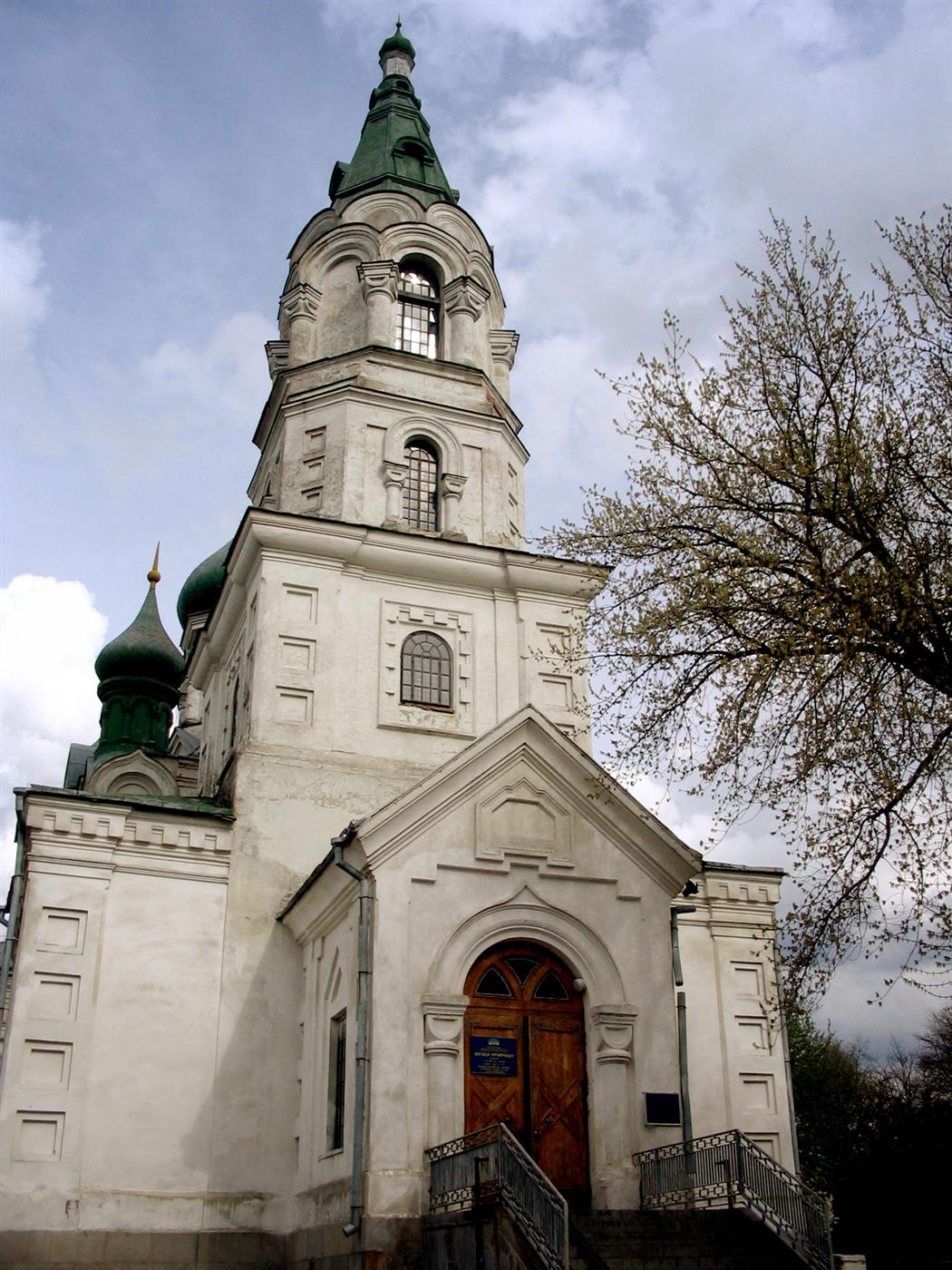
Фасад та вхід в церкву, 2008 рік

1970 р. рішенням Житомирського облвиконкому Хрестовоздвиженська церква була передана краєзнавчому музею Житомира. З 1987 року в будівлі храму розмістили відділ природи обласного краєзнавчого музею — «Музей природи». В колишньому вівтарі відтворили кут Поліської природи і поставили опудала різних птахів і тварин, а на місці нижнього храму встановили скелет мамонта, помістили колекцію мінералів і корисних копалин Житомирської області, яка була заснована волинським губернатором Михайлом Чертковим. 
Музей мав репутацію одного з провідних закладів цього профілю в Україні. У фондах музею — 12 тисяч експонатів, що розповідають про рослинний і тваринний світ Полісся, його клімат, річки та ґрунти. Великий інтерес викликає одна з найкращих в Україні колекцій опудал птахів і тварин Поліського краю, а також зразки цінних геологічних порід коштовних і напівкоштовних каменів, що залягають в його надрах. Безумовну музейну цінність має унікальна зоологічна колекція, створена відомим краєзнавцем і таксидермістом Всеволодом Бруховським, нагородженим свого часу Орденом Трудового Червоного Прапора за музейну діяльність. В 1990 році на базі музею була проведена наукова конференція природничих музеїв України, на якій експозиція музею природи була визнана однією з найкращих у країні. За свою історію музей кілька разів був вимушений міняти приміщення, розташовувався в пристосованих під музей, як правило, культових спорудах.
Хрестовозвиженська церква в Житомирі декілька десятків років була каменем спотикання через розміщення в культовій споруді музею природи. За цей храм боролися відразу три релігійні громади: Українська православна церква Московського патріархату (УПЦ МП), Українська православна церква Київського патріархату (УПЦ КП), і Українська автокефальна православна церква (УАПЦ). 
8 вересня 2011 року, рішенням депутатів обласної ради, приміщення Хрестовоздвиженської церкви було передано Українській православній церкві Московського патріархату (УПЦ МП). 27 вересня 2011 р., у дванадесяте свято Воздвиження Честного і Животворящого Хреста Господнього, Хрестовоздвиженський храм був офіційно переданий у власність Житомирської єпархії УПЦ (МП). На головному куполі церкви було встановлено хрест, освячений єпископом Житомирським і Новоград-Волинським Никодимом.